# Mariahof (klooster)
Mariahof is de naam van een voormalig klooster in de Sittardse wijk Overhoven, gelegen aan Geldersestraat 26.
Dit kloostergebouw werd ontworpen door Jos Wielders en werd gebouwd in 1936-1937. Het betreft een langgerekte symmetrische baksteenbouw met in het midden de hoofdingang. Dit fungeerde als klooster voor de zusters Dominicanessen met kapel, een school (de Sint-Jozefschool van 1925, eveneens door Jos Wielders ontworpen) en een pensionaat. Vanaf 2002 kwamen de gebouwen leeg te staan. In 2013 werd het door de gemeente verkocht.
Het gebouw is geklasseerd als Rijksmonument.